# 加里克·奧爾森
加里克·奧爾森（英語：Garrick Ohlsson，1948年4月3日—）是一位美國古典樂鋼琴家。
1970年，奧爾森在第八屆國際蕭邦鋼琴比賽中獲得金牌，成為第一位、也是唯一一位獲得金牌的美國人。他也曾在義大利布索尼國際鋼琴比賽和加拿大蒙特婁鋼琴比賽中獲得一等獎。他於1994年獲得艾弗里·費舍爾獎（Avery Fisher Prize），並於1998年獲得密西根州安娜堡大學音樂協會傑出藝術家獎。奧爾森還獲得了三項格萊美獎提名，並於2008年贏得了一項。
2018年，奧爾森在華沙榮獲波蘭文化和國家遺產部授予的「榮耀藝術」文化勳章獎章。

## 錄音推薦
- Takács Quartet. . London: Hyperion. 2020. 68295.